# Boliviela linnavuorii
Boliviela linnavuorii är en insektsart som beskrevs av Nielson 1982. Boliviela linnavuorii ingår i släktet Boliviela och familjen dvärgstritar. Inga underarter finns listade i Catalogue of Life.